# Luis Carlos Quintanilha
Luis Carlos Quintanilha, més conegut com a Luisinho (Rio de Janeiro, 17 de març de 1965) és un exfutbolista brasiler.
Va sorgir del Botafogo, on va jugar set anys en el primer equip. Gairebé la major part de la seua carrera la va passar al seu país, en equips com el Vasco da Gama o el Corinthians. Fora del Brasil, va romandre la primera meitat de la temporada 93/94 a l'equip gallec del Celta de Vigo.

## Títols
- Campionat Carioca: 1989, 1990, 1992, 1993, 1994, 1998
- Campionat Brasiler: 1997, 2000
- Copa Libertadores: 1998
- Torneig Rio-Sao Paulo: 1999
- Copa Mercosur: 2000

## Selecció
Luisinho va ser vuit vegades internacional pel Brasil, marcant un gol. Va formar part del combinat del seu país que va competir a la Copa Amèrica de 1993.